# Cyphoderinae
Cyphoderinae zijn een onderfamilie van springstaarten uit de familie Paronellidae. De onderfamilie telt 128 beschreven soorten.

## Geslachten
- Calobatinus (4 soorten)
- Cephalophilus (3 soorten)
- Cyphoda (10 soorten)
- Cyphoderinus (1 soort)
- Cyphoderodes (7 soorten)
- Cyphoderus (62 soorten)
- Delamarerus (2 soorten)
- Megacyphoderus (4 soorten)
- Mimoderus (4 soorten)
- Paracyphoderus (1 soort)
- Pseudocyphoderus (4 soorten)
- Serroderus (26 soorten)